# Orthoceratidae
Orthoceratidae (även kallade "rakhorningar" på svenska) är familj av bläckfiskar i inom ordningen ortoceratiter i underklassen fyrgälade bläckfiskar. De hade ett rakt rörformat skal uppbyggt av ett antal kamrar genom vilka ett längsgående rör, en sifunkel, löpte. Familjen namngavs vetenskapligt av McCoy 1844.
Bläckfiskens mjukdelar fanns i ena änden av detta rör och i takt med att djuret växte lade det en ny boningskammare till de övriga. Ortoceratiterna antas ha varit snabba rovdjur och simmade främst baklänges. För att göra detta krävdes att de äldsta kamrarna var fyllda med kalkspat, men även i ortoceratitens undre delar för att skapa en primitiv köl.
Ortoceratiterna levde mellan ordovicium och äldre krita (500-130 miljoner år sedan). Idag återfinns ortoceratiter som fossil i kalksten och många känner igen dem som avlånga "rör" i kalkstensgolv och fönsterbräden.